# Giacomo Randazzo
Giacomo Randazzo (Caltagirone, 20 marzo 1935) è un dirigente sportivo italiano.
È noto al grande pubblico per essere stato presidente dell'Atalanta nel 2005.

## Carriera
Comincia a lavorare sin da giovane come collaboratore per il quotidiano La Sicilia, quotidiano di Catania. Successivamente inizia a lavorare come segretario per il Caltagirone nel torneo di serie D 1959/60 e dall'Agosto 1962 al Siracusa, squadra di Serie C. Nel 1970 va a ricoprire lo stesso ruolo all'Atalanta, all'epoca militante in Serie B; con il passare degli anni diventa di fatto l'uomo di fiducia della famiglia Bortolotti, che, con Achille prima e con il figlio Cesare poi, fu proprietaria della squadra bergamasca durante la permanenza di Randazzo. Continua a ricoprire il ruolo di segretario per la società neroazzurra fino al 1991, anno in cui Antonio Percassi diventa presidente. In seguito diventa prima un collaboratore del Verona e poi amministratore delegato del Torino, durante il periodo in cui Emiliano Mondonico era allenatore della squadra granata. Nella stagione 1996-1997 ha lavorato come direttore generale per l'Atalanta.
Dal 7 febbraio 2005 al 30 maggio dello stesso anno ricopre il ruolo di presidente dell'Atalanta, che comunque durante la sua presidenza rimane di proprietà di Ivan Ruggeri, subentrato nel 1994 a Percassi.
Nell'ottobre del 2009 ha pubblicato un libro, dal titolo 30 anni con l'Atalanta, il cui ricavato è stato devoluto in beneficenza all'Istituto Angelo Custode di Predore.